# CDP-コリン
CDP-コリン(しーでぃーぴーこりん、英: CDP-choline)は、シチコリン(英: citicoline)とも呼ばれ、ヌクレオチドの一つであるシチジン二リン酸(CDP)にリン酸エステル結合を介してコリンが結合した物質。ホスファチジルコリンの生合成経路(英語版)における中間体のひとつである。神経保護作用などが知られ、脳梗塞や鬱など一部の疾患への適用に関する研究が行われている。海外を中心に一部のマニアには精神活動を改善するヌートロピックあるいは向知性薬としても知られる。

## サプリメントとしての利用
シチコリンは70カ国以上で様々なブランド名でサプリメントとして販売されている。例えば、Cebroton、Ceraxon、Cidilin、Citifar、Cognizin、Difosfocin、Hipercol、NeurAxon、Nicholin、Sinkron、Somazina、Synapsine、Startonyl、Trausan、Xerenoosなどが挙げられる。

サプリメントとして摂取したシチコリンは、腸内でコリンとシチジンに加水分解される。
 
これらが吸収されて血液脳関門を通過すると、ホスファチジルコリン合成の律速酵素であるCTP-ホスホコリンシチジルトランスフェラーゼによってシチコリンへ再生される。

## 関連代謝

### ケネディ経路(Kennedy pathway)
コリンからホスファチジルコリンを生合成する経路。
- コリン-リン酸シチジリルトランスフェラーゼ（英語版）
シチジン三リン酸＋ホスホコリン ⇒ ピロリン酸＋CDP-コリン
- ジアシルグリセロールコリンホスホトランスフェラーゼ（英語版）
CDP-コリン＋ジアシルグリセロール ⇒ CMP＋ホスファチジルコリン

### スフィンゴミエリン生合成
- セラミドコリンホスホトランスフェラーゼ（英語版）
CDP-コリン＋セラミド ⇒ CMP＋スフィンゴミエリン

## 医薬品としての研究

### 記憶機能と認知機能
2020年に発表された臨床試験の総説によると、複数の研究においてシチコリンを服用により認知機能の低下が改善することが実証されている。

一方、一部の研究ではこれらの結果を再現できず、シチコリンの効果を確認するには追加の臨床試験が必要であると主張する文献もある。

### 虚血性脳卒中
いくつかの予備的な研究では、シチコリンの投与が虚血性脳卒中後の死亡率や障害率を減少させる可能性が示唆されている。

しかし、これまでに行われた最大のシチコリン臨床試験（ヨーロッパにおける中等度から重度の急性虚血性脳卒中患者2298人を対象とした無作為化、プラセボ対照、逐次試験）では、シチコリン投与による生存率や脳卒中からの回復に対する効果は認められなかったとされている。

また、7つの試験のメタ分析では長期的な生存率や回復に対する統計的に有意な効果はないと報告されている。

### 視覚機能
緑内障患者を対象に、シチコリンの視覚機能への影響を調査した結果、視力保護に効果があることが示唆された。

## 作用機序

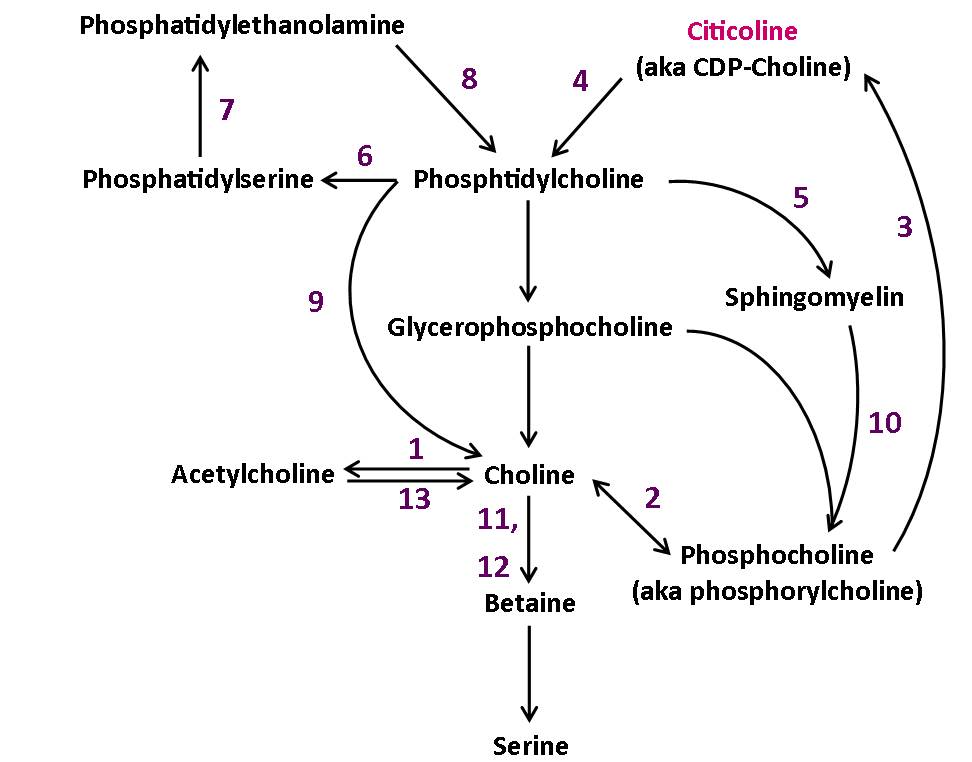
各反応に関与する酵素は本ファイルの説明書きに示す

### 神経保護作用
シチコリンは、カルジオリピンとスフィンゴミエリンの維持、ホスファチジルコリンとホスファチジルエタノールアミンのアラキドン酸含有量の維持、ホスファチジルコリン濃度の回復の補助、グルタチオン合成とグルタチオン還元酵素の活性への誘起などにより、神経保護作用を持つと考えられている。また、シチコリンの効果はホスホリパーゼA2の活性を低下させることでも説明できる。

シチコリンはホスファチジルコリンの合成を増加させることが知られてており、その作用機序は次のように考えられている。

- 1, 2-ジアシルグリセロールからホスファチジルコリンへの変換。
- 膜の安定化を補助し、アラキドン酸濃度を低下させるSAMeの合成を促進。これはアラキドン酸濃度が上昇している虚血後には重要である。[16]

### 神経細胞膜
脳はコリンの使用に関してアセチルコリン合成への利用を優先するため、ホスファチジルコリンの合成に使用できるコリンの量は制限される。コリンの利用可能量の低下やアセチルコリンの需要の増加が起こると、コリンを含有するリン脂質（スフィンゴミエリンやホスファチジルコリン）が神経膜から異化されうる。

このとき、シチコリンを補給することでアセチルコリンの合成に利用できるコリンの量が増加し、枯渇した神経細胞膜のリン脂質貯蔵量の元に戻すことが出来る。
 
シチコリンはホスホリパーゼの刺激を減少させることにより虚血後に生成されるヒドロキシルラジカルの濃度を低下させ、リン脂質がカルジオリピンがホスホリパーゼA2によって異化されるのを防ぐ。

 
また、ミトコンドリア内膜のカルジオリピン濃度を回復させる働きもある。

### 細胞シグナル
シチコリンは、アセチルコリン、ノルエピネフリン、ドーパミンなどの神経伝達物質の利用率を高めることで、細胞間情報伝達を促進しうる。

その原因は、シチコリンのコリン成分が人間の脳内の主要な実行神経伝達物質であるアセチルコリンを作り出すために使用されるためである。臨床試験では、シチコリンの補給が注意力、集中力、学習能力を向上させるのは、結果としてアセチルコリンが増加することが大きな要因であることが判明している。

### グルタミン酸輸送
シチコリンは虚血により上昇したグルタミン酸濃度を低下させ、減少したATP濃度を上昇させる。また、シチコリンは、ラットの星状膠細胞において、グルタミン酸トランスポーターであるEAAT2の発現を増加させることにより、グルタミン酸の取り込みを増加させる。脳卒中後のシチコリンの神経保護作用は、このシチコリンの脳内グルタミン酸濃度低下作用によるものと考えられている。